# Ганс-Йоахім Бранд
Ганс-Йоахім Бранд (нім. Hans-Joachim Brand; 16 травня 1916, Люнебург — 18 квітня 1945, Котбус) — німецький льотчик-ас штурмової авіації, гауптман люфтваффе (1 листопада 1943). Кавалер Лицарського хреста Залізного хреста.

## Біографія
1 квітня 1936 року вступив в люфтваффе. Закінчив авіаційне училище та зарахований в 4-у ескадрилью 2-ї ескадри пікіруючих бомбардувальників. Учасник Польської і Французької кампаній, а також Німецько-радянської війни, де літав у складі 8-ї ескадрильї своєї ескадри. Учасник боїв у Криму. В січні 1942 року здійснив свій 200-й бойовий виліт. В квітні 1943 року переведений в 6-у ескадрилью 77-ї ескадри пікіруючих бомбардувальників і в серпні здійснив свій 500-й бойовий виліт. З 3 серпня 1943 року — командир 1-ї ескадрильї своєї ескадри. 16 травня 1944 року здійснив свій 800-й бойовий виліт. 15 листопада 1944 року призначений командиром 1-ї групи своєї ескадри. Літак Бранда був збитий вогнем радянської зенітної артилерії і він загинув. 
Всього за час бойових дій здійснив 964 бойові вильоти.

## Нагороди
- Нагрудний знак пілота
- Залізний хрест 2-го і 1-го класу
- Німецький хрест в золоті (13 січня 1942)
- Лицарський хрест Залізного хреста (5 грудня 1943) — за 700 бойових вильотів.
- Авіаційна планка бомбардувальника в золоті з підвіскою «900»